# Helicosalpa younti
Helicosalpa younti är en ryggsträngsdjursart som beskrevs av Kashkina 1973. Helicosalpa younti ingår i släktet Helicosalpa och familjen bandsalper. Inga underarter finns listade i Catalogue of Life.